# Palazzo Di Lorenzo del Castelluccio
Le palais Di Lorenzo del Castelluccio (1782) est situé à Noto (province de Syracuse), Via Cavour 10, en Sicile.
C'est l'un des plus importants palais nobles de la ville, reconstruit dans le style néoclassique à la fin du XVIIIe siècle pour la famille Di Lorenzo, marquis de Castelluccio.

## Histoire
Le Palais Castelluccio, propriété de l’une des plus anciennes familles de Noto, est construit en 1782 par le marquis di Lorenzo del Castelluccio, après le tremblement de terre de 1693, qui détruisit fortement le Val di Noto. La façade du palais, via Cavour, n’adopte pas le style baroque suivi pour la reconstruction des principaux bâtiments de la cité mais le goût néoclassique, en vogue à la fin du XVIIIe siècle, que l’on retrouve dans les fresques à l'intérieur du palais. Après la mort du dernier marquis de Castelluccio c’est l’ordre de Malte qui hérite le palais et le conserve quelques années. Du XVIIIe siècle jusqu’au milieu du XXe siècle, une famille sicilienne habite le palais, partagé en divers espaces destinés à une parentèle importante, sans compter les nombreux domestiques.

## La famille
Le nom Di Lorenzo provient du fief de San Lorenzo (entre Noto et Pachino), propriété de la famille. Après un mariage avec un descendant des Borgia, la dénomination est devenue Di Lorenzo Borgia. Vers la fin du XVIIIe siècle, la famille se divise en deux branches : les Di Lorenzo Del Castelluccio et les Di Lorenzo Del Casale. La dénomination del Castelluccio a été ajoutée après le rachat du fief de Castelluccio. En 1782, la famille des Di Lorenzo Del Castelluccio se déplace dans la nouvelle ville de Noto.

## Le palais
Le palais Di Lorenzo Del Castelluccio présente une façade néoclassique, très similaire à celle d'un palais romain. À l'intérieur, on trouve une cour principale avec plusieurs reliefs provenant de l'ancien palais de la famille à Noto Antica (l'ancien Noto, détruit par le séisme de 1693), deux palmiers (symboles de richesse) et deux escaliers symétriques qui amènent au premier étage.
Le palais se compose d'environ 105 pièces, qui constituent l'étage noble (partie représentative de la structure), les appartements privés du marquis et les logements des domestiques. L'étage noble présente une enfilade de salons décorés de magnifiques fresques néoclassiques aux couleurs vives : vestibule d'entrée, salle de bal, salon de musique et divers salons d'apparat. Une autre partie du palais est la représentation de la vie quotidienne de cette grande maison : les anciennes cuisines avec les cours pour les animaux, les caves à vin, la salle à manger du personnel, la lingerie. Le palais est également doté d'écuries et d'une salle des calèches.

## Le palais restauré

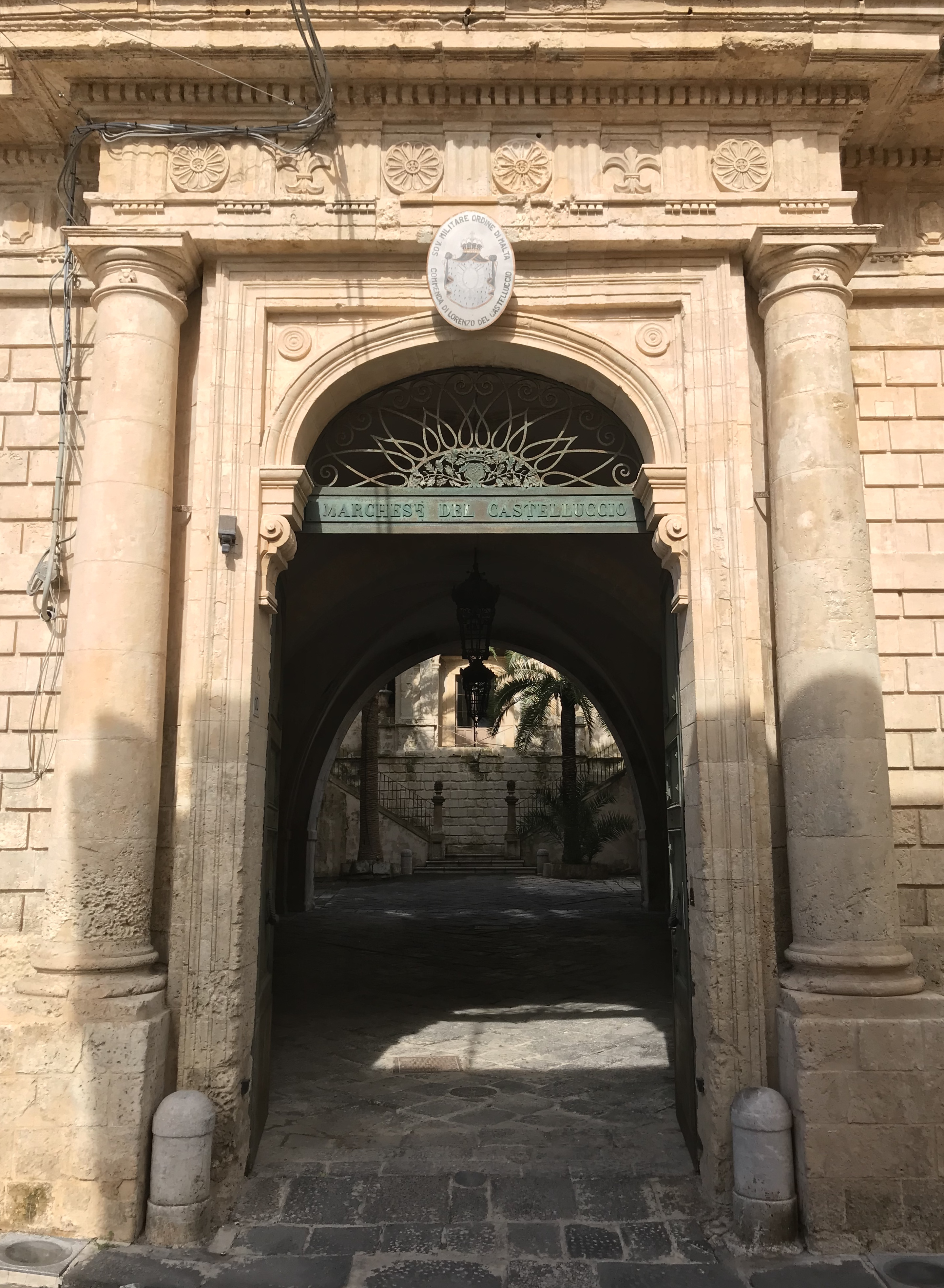
Portail.

Après le décès du dernier marquis en 1981, l'ordre de Malte reçoit en héritage ce monument historique.
Depuis 2011, un propriétaire privé a entièrement restauré le palais et l'a récemment ouvert au public. Il s'agit du producteur français Jean-Louis Remilleux, qui a notamment installé dans le palais une collection de tableaux italiens et siciliens du XVIIIe siècle.

## Hôtel de luxe
En août 2024, le propriétaire du palais annonce que le palais ferme définitivement ses portes au public après avoir été ouvert pendant six ans. Le palais a été racheté par le groupe hotellier britannique Rocco Forte Hotels qui prévoit de le transformer en hôtel 5 étoiles comprenant 31 chambres, un restaurant, des espaces de travail, un spa et une salle de sport. L'ouverture est prévue en 2026.